# Kim Ji-an (actriz nacida en 2008)
Kim Ji-an (en hangul, 김지안; nacida el 4 de diciembre de 2008), es una actriz y modelo surcoreana.

## Carrera
Por deseo de su padre, comenzó a asistir a la escuela de actuación con solo siete años, y poco después apareció ya actuando en cine y televisión, de modo que desde muy pequeña compaginó su vida escolar y privada con la carrera de actriz. En febrero de 2024, ya con una larga experiencia de un decenio, estaba estudiando primer curso de secundaria. Desde 2021 está ligada a la agencia Outer Universe, con la que firmó un contrato exclusivo en octubre de ese año.
Tras algunas apariciones en anuncios para televisión, debutó como actriz en 2016, en la serie My Lawyer, Mr. Jo; del mismo año es su aparición en la película The Last Princess. Dos aspectos que han caracterizado estos primeros años de carrera son, primero, que ha participado con frecuencia en producciones de suspenso, misterio o terror. En segundo lugar, y dada su corta edad, casi todos los personajes que ha interpretado son los infantiles de papeles de actrices adultas, como en el filmeThree Sisters (2020) o la serie El legado (2024). En este sentido, su papel en Exhuma representa un punto de inflexión en su carrera al no ser el personaje infantil de nadie. Según declaró ella misma, cuando interpretaba un papel infantil, era un papel que tenía que expresar «principalmente las heridas de la infancia», por lo que tendía a «sumergirme en ello buscando el guión y las emociones de un actor adulto».
En Hometown (tvN, 2021) apareció como Lee Kyung-jin, una chica de secundaria que se encuentra bajo un estrés severo debido a la discordia y los problemas de sus padres, y sorprendió a los espectadores con su actuación madura. Al año siguiente, en Eve, volvió a impresionar su manejo de la versión infantil de la protagonista, Ra-el, que interpreta Seo Ye-ji. Supo encarnar la gran variedad de emociones (confusión, tristeza, odio, miedo, ira, sed de venganza) que experimenta el personaje en una serie de intensas escenas ante la muerte de su padre.
En paralelo a su carrera de actriz, ha seguido apareciendo en publicidad televisiva. Así, por ejemplo, en diciembre de 2023 la agencia de viajes Very Good Travel lanzó un anuncio en canales generales y de cable sobre un viaje de una familia surcoreana a Praga, en la que Kim es la hija menor.
En 2024, el gran éxito del filme Exhuma propició la curiosidad de muchos espectadores por la joven actriz, que se desenvuelve en escenas complicadas, en especial la del ritual en el que debe declamar sutras en dialecto de Chungcheong-do; para prepararla escuchaba los sutras de chamanes reales. La escena se rodó en solo tres o cuatro tomas. Del mismo año data su aparición, breve pero memorable, en la serie de Netflix El legado, con el papel adolescente de la protagonista Kim Hyun-joo. Serie y película que comparten género (suspenso, terror) y una atmósfera parecida, así como Sweet Home, otra producción de Netflix en cuyas temporadas 2 y 3 (2023-24) ha tomado parte Kim con el personaje de Yoon Ja-young.

## Filmografía

### Cine
| Año  | Título                                | Hangul           | Papel                                | Notas | Ref.                |
| ---- | ------------------------------------- | ---------------- | ------------------------------------ | ----- | ------------------- |
| 2016 | The Last Princess                     | 덕혜옹주         | Niña del orfanato y miembro del coro |       |                     |
| 2016 | Vacaciones en soledad                 | 나홀로 휴가      | Hija de Si-yeon                      |       |                     |
| 2018 | Along with the Gods: The Last 49 Days | 신과함께-인과 연 | Niña yurchen                         |       |                     |
| 2020 | Three Sisters                         | 세자매           | Mi-yeon de niña                      |       | [ 3 ] [ 12 ]        |
| 2024 | Exhuma                                | 파묘             | Park Ja-hye                          |       | [ 1 ] [ 13 ] [ 14 ] |

### Series de televisión
| Año     | Título                                | Papel                      | Canal    | Notas                    | Ref.                 |
| ------- | ------------------------------------- | -------------------------- | -------- | ------------------------ | -------------------- |
| 2016    | My Lawyer, Mr. Jo                     | Oh Seo-yoon                | KBS2     | Debut en televisión      | [ 15 ]               |
| 2016    | Working Mom Parenting Daddy           | Joo Ye-eun de niña         | MBC      |                          |                      |
| 2016    | Legend of the Blue Sea                | Kang Ji-hyun de niña       | SBS      |                          |                      |
| 2017    | La mujer sin nombre                   | Maya Kim/Bom Son           | KBS2     |                          | [ 16 ] [ 17 ] [ 18 ] |
| 2017    | The Idolmaster KR                     | Heo Young-joo de niña      | SBS Plus |                          |                      |
| 2018    | Yeonnam-dong 539                      |                            | MBN      |                          |                      |
| 2018    | Sketch                                | Yoo Si-hyeon de niña       | JTBC     |                          |                      |
| 2018    | Love to the End                       |                            | KBS2     |                          |                      |
| 2018    | Ms. Ma, Nemesis                       | Jo Seong-eun               | SBS      |                          |                      |
| 2019    | Goo Hae-ryung, la historiadora novata |                            | MBC      |                          |                      |
| 2019-20 | Gracious Revenge                      | Hong Se-ra de niña         | KBS2     |                          |                      |
| 2020    | Hienas                                | Jung Geum-ja de niña       | SBS      |                          |                      |
| 2021    | Hometown                              | Lee Kyung-jin              | tvN      |                          | [ 4 ]                |
| 2022    | Woori the Virgin                      | Oh Woo-ri de niña          | SBS      |                          | [ 19 ]               |
| 2022    | Eve                                   | Lee Ra-el de niña          | tvN      |                          | [ 4 ] [ 20 ]         |
| 2023    | Shadow Detective                      | Ha Neul                    | Disney+  | Serie web                | [ 19 ]               |
| 2023    | Sweet Home                            | Yoon Ja-young              | Netflix  | Serie web, 2.ª temporada | [ 21 ]               |
| 2024    | El legado                             | Yoon Seo-ha de adolescente | Netflix  | Serie web                | [ 22 ] [ 10 ]        |
| 2024    | Sweet Home                            | Yoon Ja-young              | Netflix  | Serie web, 3.ª temporada |                      |
| 2025    | The Defects                           | Hija de Kim Se-hee         | ENA      |                          | [ 23 ]               |

### Vídeos musicales
| Año  | Título | Artista | Canal | Notas          | Ref. |
| ---- | ------ | ------- | ----- | -------------- | ---- |
| 2020 | Holo   | Lee Hi  | KBS2  | Junto a Lee Hi |      |

## Premios y nominaciones
| Año  | Premios                | Categoría                      | Papel  | Resultado | Ref.   |
| ---- | ---------------------- | ------------------------------ | ------ | --------- | ------ |
| 2025 | Premios Director's Cut | Mejor actriz revelación (cine) | Exhuma | Nominada  | [ 24 ] |